# 哈沙德洋行
哈沙德洋行是一家在20世纪20年代末、30年代初在上海颇有影响力的建筑设计事务所，由美国人哈沙德（Elliott Hazzard）和菲利普斯（E.S.J.Phillips）在上海合伙创立而成。该事务所设计了上海众多有名的俱乐部、影院、公寓、银行大楼等，如同样坐落在当时静安寺路（今南京西路）的西侨青年会（今上海体育大厦）和华安大楼（今金门大酒店）。

## 设计风格
哈沙德洋行的设计风格分为早期和后期两个时期，早期风格多为折衷主义而后期则凸显装饰艺术的格调。西侨青年会与华安大楼即受洋行早期建筑风格的影响，不论是立面外观的处理还是华安大楼的塔楼都是复古的式样；而上海电力公司大楼与中国企业银行大楼则很明显是属于其后期设计风格的建筑。它们没有采用古典的修饰，而是装饰艺术风格的修饰，且大楼立面竖线分明。而在1933年竣工的新永安大楼更是连一点装饰都没有了。
虽然设计风格时有不同，但是事务所对建筑的立面大多都喜欢采用面砖镶砌外墙，并拼接成花纹图案。室内装饰则倾向于简单。

## 主要作品
哈沙德洋行的众多作品现在都已被列为了上海市优秀历史建筑，更有不少被列入了上海市文物保护单位。具体名单如下：
| 建筑（现称）                       | 地址                     | 建成年代 | 备注                                                   | 图片 |
| ---------------------------------- | ------------------------ | -------- | ------------------------------------------------------ | ---- |
| 华安大楼（金门大酒店）             | 黄浦区南京西路104号      | 1926年   | 上海市第一批优秀历史建筑、上海市文物保护单位           |      |
| 上海电力公司大楼（上海艾迪逊酒店） | 黄浦区南京东路181号      | 1929年   | 上海市第三批优秀历史建筑                               |      |
| 枕流公寓                           | 静安区华山路731号        | 1930年   | 上海市第二批优秀历史建筑、事务所设计的唯一一栋多层公寓 |      |
| 新光大戲院（新光电影院）           | 黄浦区宁波路586号        | 1930年   | 上海市第四批优秀历史建筑                               |      |
| 中国企业银行大楼（红朝海鲜酒楼等） | 黄浦区四川中路33号       | 1931年   | 上海市第二批优秀历史建筑                               |      |
| 西侨青年会（上海体育大厦）         | 黄浦区南京西路150号      | 1933年   | 上海市第一批优秀历史建筑、上海市文物保护单位           |      |
| 新永安大楼（七重天宾馆）           | 黄浦区南京西路620--635号 | 1933年   | 上海市第一批优秀历史建筑、上海市文物保护单位           |      |